# Gabriel Figueroa Mateos
Gabriel Figueroa Mateos (Ciutat de Mèxic, 24 d'abril de 1907 - íd. 27 d'abril de 1997), fou un fotògraf i director de fotografia mexicà. Ja de molt jove s'interessà per les arts: cursà estudis de pintura a l'Academia de San Carlos i de música al Conservatorio Nacional. No obstant, després de conèixer el fotògraf Eduardo Guerrero es decidí per la seva professió. El 1935 aconseguí una beca per a Hollywood, on tingué Gregg Toland com a mestre. El seu primer treball formal va ser la fotografia d'Allá en el Rancho Grande, comèdia dirigida el 1936 per Fernando de Fuentes, que el feu mereixedor d'un premi al Festival de Venècia, el primer premi important per al cinema mexicà. A partir dels anys quaranta es convertí en el camarògraf habitual d'Emilio Fernández. El 1972 fou nomenat president de l'Academia de Ciencias y Artes Cinematográficas de Mèxic.
Mestre de la llum i dels contrastos cromàtics, Figueroa va dotar el cinema nacional de força expressiva i profunditat poètica de tall nacionalista. El seu treball va ser reconegut a pràcticament tots els festivals internacionals, i a Mèxic va guanyar el Premi Ariel en diverses ocasions.

## Filmografia[3]

### Director de fotografia
- 1936: Allá en el Rancho Grande, de Fernando de Fuentes.
- 1937: Bajo el cielo de México, de Fernando de Fuentes.
- 1938: Mientras México duerme, d'Alejandro Galindo.
- 1939: La noche de los mayas, de Chano Urueta.
- 1940: Allá en el trópico, de Fernando de Fuentes.
- 1941: La casa del rencor, de Gilberto Martínez Solares.
- 1942: Historias de un gran amor, de Julio Brancho.
- 1942: Els tres mosqueters (Los tres mosqueteros), de Miguel M. Delgado
- 1943: Flor silvestre, d'Emilio Fernández.
- 1943: María Candelaria, d'Emilio Fernández.
- 1944: Las abandonadas, d'Emilio Fernández.
- 1945: La perla, d'Emilio Fernández.
- 1946: Enamorada, d'Emilio Fernández.
- 1947: El fugitiu (The Fugitive), de John Ford.
- 1947: Río Escondido, d'Emilio Fernández.
- 1948: Maclovia, d'Emilio Fernández.
- 1948: Salón México, d'Emilio Fernández.
- 1948: Pueblerina, d'Emilio Fernández.
- 1949: La malquerida, d'Emilio Fernández.
- 1950: Los olvidados, de Luis Buñuel.
- 1951: El enamorado, de Miguel Zacarías.
- 1952: El rebozo de Soledad, de Roberto Gavaldón.
- 1952: Él, de Luis Buñuel.
- 1953: El niño y la niebla, de Roberto Gavaldón.
- 1954: La mujer x, de Julián Soler.
- 1955: La doncella de piedra, de Miguel M. Delgado.
- 1956: El bolero de Raquel, de Miguel M. Delgado.
- 1957: La sonrisa de la Virgen, de Roberto Rodríguez.
- 1958: Nazarín, de Luis Buñuel.
- 1959: Los ambiciosos, de Luis Buñuel.
- 1959: Macario, de Roberto Gavaldón.
- 1960: La joven, de Luis Buñuel.
- 1961: Ánimas Trujano (El hombre importante), d'Ismael Rodríguez.
- 1962: El ángel exterminador, de Luis Buñuel.
- 1963: La nit de la iguana (The Night of the Iguana), de John Huston.
- 1964: Simón del desierto, de Luis Buñuel.
- 1965: ¡Viva Benito Canales!, de Miguel M. Delgado.
- 1966: Pedro Páramo, de Carlos Belo.
- 1967: Mariana, de Juan Guerrero.
- 1968: Narda o el verano, de Juan Guerrero.
- 1969: Two Mules for Sister Sara, de Don Siegel.
- 1970: La generala, de Juan Ibáñez.
- 1971: Los hijos de Satanás, de Rafael Baledón.
- 1972: El monasterio de los buitres, de Francisco del Villar.
- 1973: Los perros de Dios, de Francisco del Villar.
- 1974: Presagio, de Luis Alcoriza.
- 1975: La vida cambia, de José Manuel Torres.
- 1976: Balún Canán, de Benito Alazraki.
- 1977: Divinas palabras, de Juan Ibáñez
- 1978: A paso de cojo, de Luis Alcoriza.
- 1980: El jugador de ajedrez, de Luis Buñuel (TV).
- 1981: El héroe desconocido, de Julián Pastor.
- 1984: Sota el volcà (Under the Volcano), de John Huston.